# Anton von Hardenberg
Georg Anton von Hardenberg (* 28. Juli 1781 in Schlöben; † 10. Juli 1825 in Oberwiederstedt) war ein deutscher Politiker und Dichter (Pseudonym: Sylvester). Er war preußischer Landrat.

## Leben
Er stammte aus der Adelsfamilie von Hardenberg und ist der jüngere Bruder des Dichters Novalis (eigentlich Georg Philipp Friedrich von Hardenberg) und des Beamten und Dichter Carl von Hardenberg (Pseudonym Rostorf). Zunächst war er im Forstwesen in Würzburg und Hann. Münden tätig. Er wurde 1816 erster Landrat des neugebildeten Mansfelder Gebirgskreises des Regierungsbezirkes Merseburg der Provinz Sachsen und blieb bis 1819 im Amt. Sein Bruder Carl ließ mehrere der Gedichte von Georg Anton unter dem Pseudonym Sylvester im Almanach mit dem Titel Der Dichtergarten drucken.
Sein Vater, der als kursächsischer Salinendirektor in Dürrenberg, Artern und Kösen tätige Heinrich Ulrich Erasmus von Hardenberg (1738–1814), war ein streng pietistischer Mensch. In zweiter Ehe war er verheiratet mit Auguste Bernhardine von Hardenberg, geborene von Bölzig (1749–1818), die elf Kinder zur Welt brachte.
1808 heiratete er in Kassel Annette von Witzleben (1783–1857), die älteste Tochter des Oberforstmeisters Friedrich Ludwig von Witzleben.
Etwa 10 Jahre vor seinem Lebensende konvertierte er 1809 auf Anraten seiner Schwägerin Henriette zum Katholizismus. Noch kurz vor seinem Tode hat er Tragkörbe voll alter Briefe verbrennen lassen, um das, was sich auf seinen und seines Bruders Carls Übertritt zur katholischen Kirche bezog, zu vernichten.
Als Anton von Hardenberg 1825 starb, hinterließ er sechs unmündige Kinder, darunter Sophie von Hardenberg.